# Scrophularia bamianica
Scrophularia bamianica är en flenörtsväxtart som beskrevs av Alexander Gilli. Scrophularia bamianica ingår i släktet flenörter, och familjen flenörtsväxter. Inga underarter finns listade i Catalogue of Life.